# Universidad Sapientia
La Universidad Sapientia - Universidad Húngara de Transilvania es una institución privada de educación superior en húngaro en la región histórica de Transilvania en Rumania creada en 2001.

## Historia
La Universidad de Sapientia se creó con el apoyo del Gobierno de Hungría  y fue financiada por la Fundación Sapientia. Esta última, a su vez, fue fundada por las cuatro iglesias históricas húngaras de Transilvania: la Iglesia católica, la Iglesia Calvinista Reformada en Rumania, la Iglesia Unitaria de Transilvania y la Iglesia Evangélica Luterana de habla húngara.

Se creó para facilitar la educación universitaria en lengua materna de la población húngara en Rumania tras confirmar que el porcentaje de estudiantes húngaros en la vida universitaria rumana no era equivalente a la población húngara en Rumania, y por otro lado la educación universitaria en húngaro no cubría el rango de especializaciones necesarias. De entre los 25.000 estudiantes húngaros en Rumanía, solo uno de cada tres puede estudiar en su lengua materna.

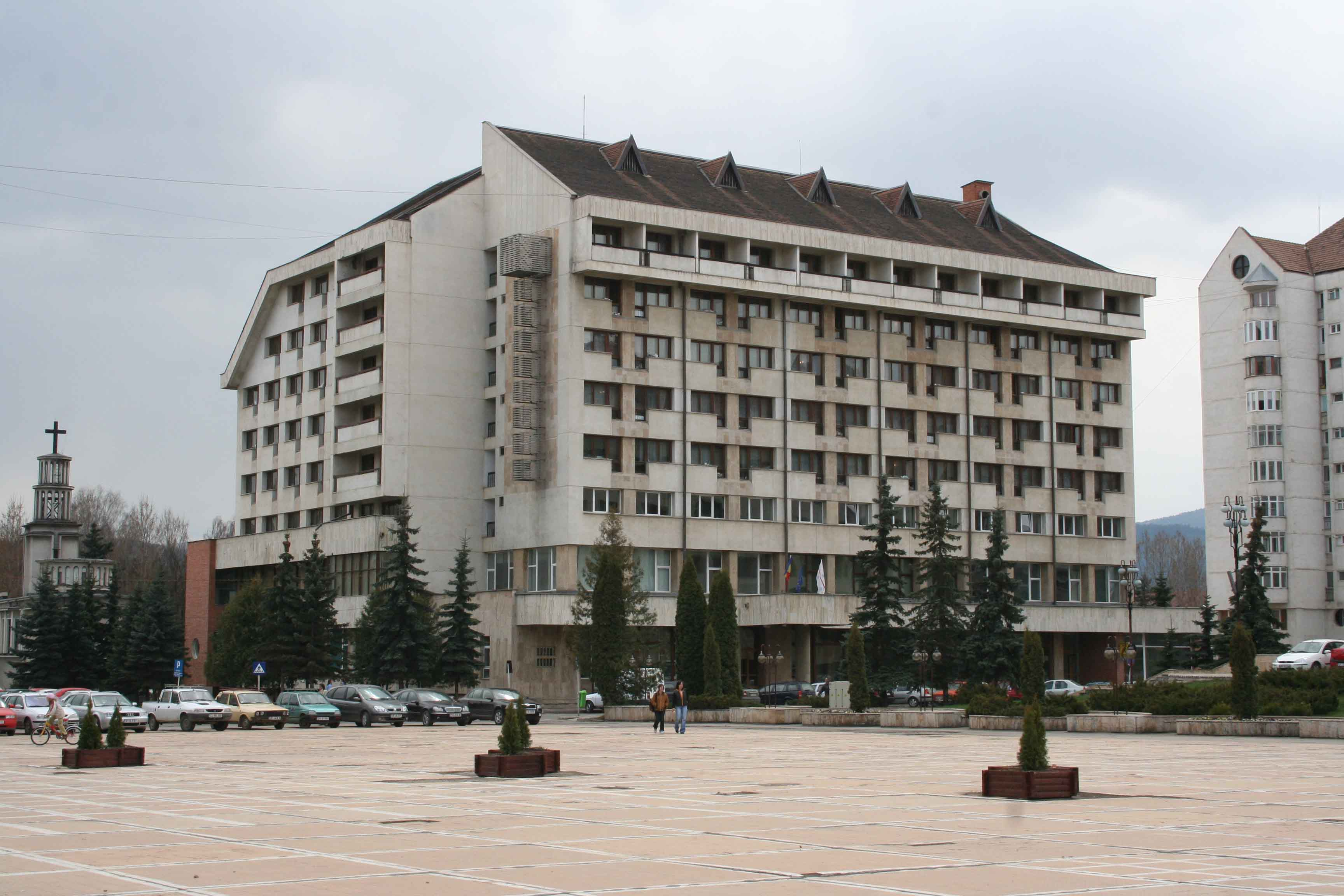
Edificio universitario en Miercurea Ciuc

El Patronato de la Fundación Sapientia, fundada por los ocho líderes de las Iglesias Históricas Húngaras en Transilvania el 14 de abril de 2000, decidió establecer la Universidad Húngara de Transilvania. Está abierta a estudiantes calificados de cualquier nacionalidad que cumplan con las admisiones requeridas.
La universidad fue acreditada por la ley rumana 58/2012.

## Estructura
La Universidad Sapientia se compone de 3 facultades y un departamento:
- Facultad de Economía, Ciencias Sociohumanas e Ingeniería, en Miercurea Ciuc, con programas en Economía Agroalimentaria, Contabilidad de Gestión e Informática, Sociología (Estudios de Desarrollo Rural), Lengua y Literatura Rumana e Inglesa, Ingeniería de Alimentos, Protección Ambiental e Ingeniería en Industria, Economía General, Comunicación Social y Relaciones Públicas, Economía Ambiental;

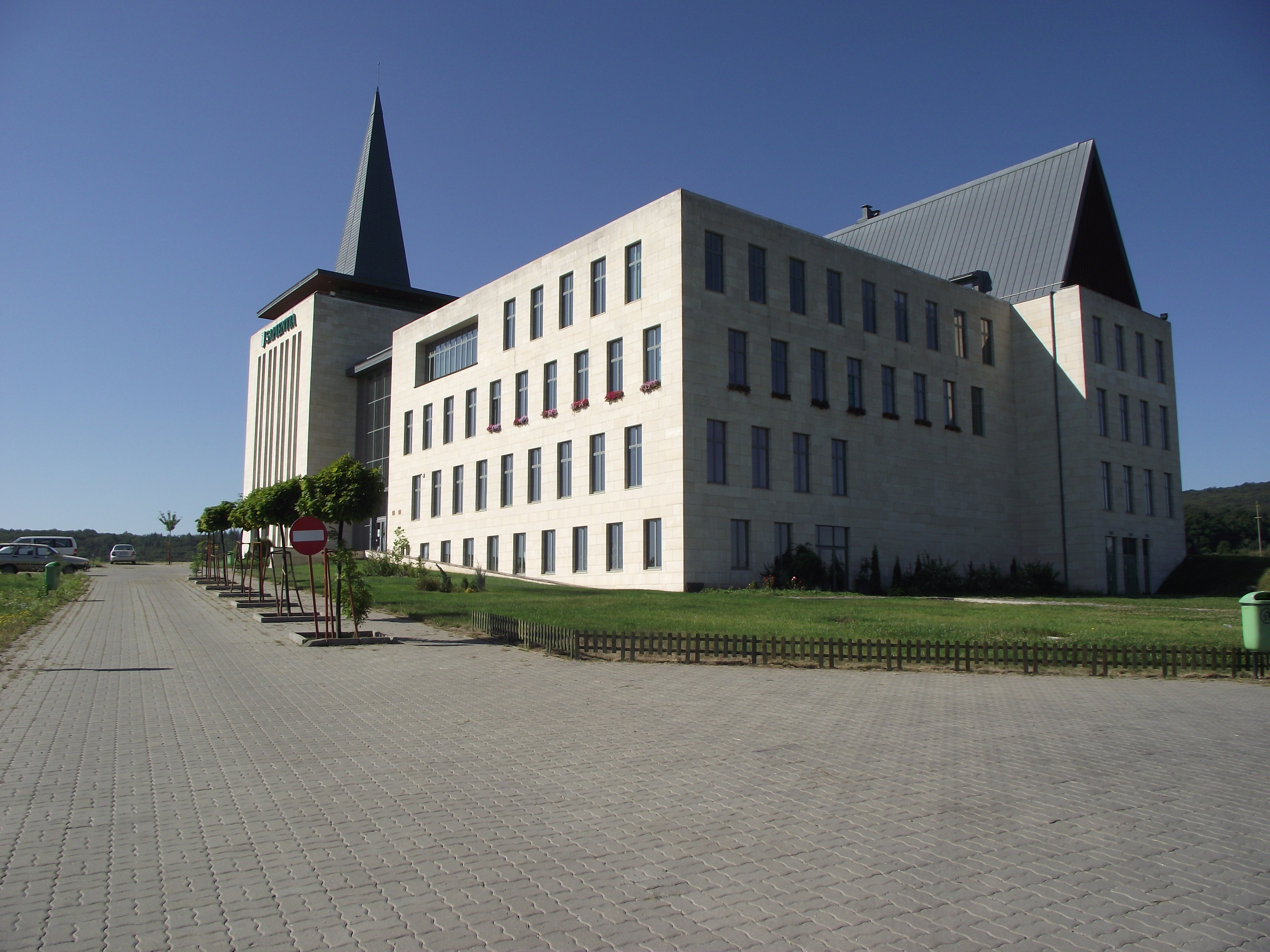
Edificio universitario en Târgu Mureș

- Edificio universitario en Târgu MureșFacultad de Ciencias y Artes, en Cluj-Napoca, con programas en Geografía Ambiental, Estudios de Cine y Medios, Relaciones Internacionales - Estudios Europeos, Estudios Jurídicos (Facultad de Derecho);
- Facultad de Ciencias Técnicas y Humanas, en Târgu Mureș, con programas en Tecnología de la Información HU, Mecatrónica, Informática, Automatización y Tecnología de la Información Aplicada, Telecomunicaciones, Ingeniería Mecánica, Pedagogía, Comunicación Social y Relaciones Públicas HU, Paisajismo, Traductor - Intérprete, Público Salud;
- Departamento de Investigaciones Científicas, en Cluj-Napoca.